# Привоз (Одесса)
«Приво́з» — крупный продовольственный рынок в пределах исторического центра города Одессы. Одна из городских достопримечательностей.

## История
История рынка «Привоз» непосредственно связана с историей зарождения торговли в Одессе. По плану застройки города (см. Архитектура Одессы) предполагалось наличие торговой оси города по типу Елисейских полей. Эту роль должен был играть Александровский проспект — широкая улица, связывающая одесский порт через Военный спуск с крупнейшими рынками Одессы: Греческим рынком (на площади Греческой) и Старым рынком (площадь Старобазарный сквер), не сохранившимся до нашего времени. По сторонам проспекта располагались торговые лавки и магазины. Эта идея воплотилась в жизнь лишь отчасти ввиду постройки в середине XIX века дома князя Горчакова (в центре площади Греческой), который разрезал проспект на две части и лишил его былой монолитности.
История Привоза начинается с 1827 года, когда на Привозной площади был построен огромный рынок. Первоначально был не самостоятельным рынком, а придатком Старого рынка, и на нём торговали в основном привозным товаром, то есть с колёс (с возов, фур и прочего), отсюда и название рынка — «Привоз».
В 1913 году по проекту Ф. П. Нестурха на Привозе построили специальный «Фруктовый пассаж»:

… состоящий из четырёх двухэтажных корпусов, соединённых арками с коваными воротами, на столбах которых установлены литые чугунные вазы с фруктами.
Корпуса расположены попарно двумя рядами, между которыми длинный и достаточно широкий двор, в отличие от классического пассажа не перекрытый остекленной кровлей. Под каждым корпусом во всю его длину устроены подвалы, а на первых этажах анфилада из десяти торговых помещений, в настоящее время значительно перестроенных. В годы строительства и много позже Фруктовый пассаж был самым значительным сооружением Привоза.
— Р. Александров. Прогулки по литературной Одессе

## Современный Привоз
В конце 1990-х годов был принят план генеральной реконструкции рынка Привоз со строительством новых корпусов вдоль улиц Пантелеймоновской и Преображенской. К 2007 году были закончены новый мясной и рыбный корпуса, два новых торгово-офисных центра и комплекс магазинов вдоль улицы Пантелеймоновской, планируется провести реконструкцию крытых овощно-фруктовых рядов.
Комплекс магазинов вдоль улицы Пантелеймоновской получил название торговый центр «Новый Привоз». В состав комплекса также вошла гостиница «Чёрное Море» — здание переменной этажности — 6—9 этажей.
Проект реконструкции Привоза был разработан в архитектурно-реставрационном бюро Архпроект-МДМ.
Главный архитектор проекта — Повстанюк М. Г., ведущий архитектор Повстанюк М. М.
В 2020 году началась реконструкция Привоза со стороны улиц Новощепной ряд и Екатерининской. Возле рынка было отремонтировано дорожное покрытие, благоустроен вход, построены новые павильоны.
В июле 2025 года, в ходе российского нападения на Украину, Россия нанесла по рынку удар, в результате которого была повреждена часть рынка «Фруктовый пассаж».
- Дополнительные фотоматериалы с Викисклада
- Привоз в 2008 году
- Знаменитая одесская тюлька
- Креветки (рачки)
- Ряды вяленой рыбы
- Таранька
- Мясо-молочный корпус Привоза
- В мясном ряду
- Баклажаны на Привозе